# Tarcila Rivera Zea
Tarcila Rivera Zea (* 24. Dezember 1950 in San Francisco de Pujas, Distrikt Vilcas Huamán, Provinz Vilcas Huamán, Region Ayacucho, Peru) ist eine peruanische Sekretärin, Archivarin, Bibliothekarin, Sozialarbeiterin, Quechua-Aktivistin, Menschen- und Frauenrechtlerin.

## Leben
Tarcila Rivera Zea wuchs zunächst bei ihren Eltern, die beide nicht lesen und schreiben konnten, in der Quechua-Gemeinde San Francisco de Pujas einsprachig mit Chanka-Quechua auf. Mit acht Jahren wurde sie nach Lima geschickt, um hier als Hausmädchen zu arbeiten und Schulbildung zu erhalten. Hier lernte sie die spanische Sprache, und es war ihre Primarschullehrerin, bei der und deren Familie sie lebte und arbeitete. Sie durfte hier allerdings nicht am selben Tisch wie die Familie sitzen oder mit demselben Geschirr essen und auch keinen Besuch empfangen. Nach ihrem Schulabschluss gelang es ihr trotz großer Konkurrenz, am Nationalen Kulturinstitut Perus (Instituto Nacional de Cultura del Perú, INC) eine Stelle als Sekretärin zu erlangen. Dabei musste sie sich auch immer wieder rassistische Beschimpfungen anhören. Die damalige Direktorin des Instituts, für die Tarcila Rivera arbeitete, war Martha Hildebrandt. Als Sekretärin am Nationalen Kulturinstitut Perus, aus dem später das peruanische Kulturministerium hervorging, spezialisierte sie sich in Archivkunde und Bibliothekswesen und hatte Studienaufenthalte in der Vatikanstadt und in Argentinien.
In den 1980er Jahren arbeitete sie als Journalistin für die Zeitschrift Pueblo Indio (Consejo Indio de Sud América, CISA), für die sie über den Bewaffneten Konflikt in Peru berichtete und Zeugnisse vergewaltigter und anderweitig misshandelter Frauen aufzeichnete. Dies machte sie auch international als Menschenrechtlerin bekannt, und auf Einladung nahm sie an Seminaren am Internationalen Institut für soziale Studien (ISS) in Den Haag und bei der Menschenrechtsorganisation Equitas in Charlottetown in Kanada teil.
1986 gründete Rivera Zea in Ayacucho das Zentrum für indigene Kulturen Perus Chirapaq, dessen Vorsitzende beziehungsweise Geschäftsführerin sie wurde und dessen erster dringender Schwerpunkt angesichts der grassierenden Menschenrechtsverbrechen die Verteidigung des Lebens war. Neben Ayacucho richtete Chirapaq auch in Lima und Huancayo Zentren ein, doch beschloss Chirapaq, seine Aktivitäten in Zusammenarbeit mit dem Verein der Angehörigen und Hinterbliebenen der Entführten, Gefangenen und Verschwundenen Perus (Asociación Nacional de Familiares de Secuestrados, Detenidos y Desaparecidos del Perú, ANFASEP) auf Ayacucho zu konzentrieren. Mit dem weitgehenden Ende des Bewaffneten Konflikts hat sich der Schwerpunkt der Arbeit von Chirapaq unter Mitwirkung von Tarcila Rivera auf die Erhaltung und Verteidigung der kulturellen Identität der Quechua und anderen Indigenen Perus, Ausbildung von Frauen und allgemein jungen Indigenen verlagert, von denen viele inzwischen öffentliche Ämter übernommen haben. 2014 erlangte Chirapaq einen beratenden Status beim Wirtschafts- und Sozialrat der Vereinten Nationen.
1987 begann Tarcila Riveras Arbeit bei den Vereinten Nationen, wo sie bei der Erarbeitung der Deklaration der Rechte indigener Völker mitwirkte. Von 2017 bis 2019 war sie Mitglied des Ständigen Forums für indigene Angelegenheiten. Tarcila Rivera nimmt regelmäßig an UN-Weltfrauenkonferenzen teil und wurde 2012 in die „Beratungsgruppe der Zivilgesellschaft“ (Civil Society Advisory Group) eingeladen.

## Werke
- 2007: Construyendo un continente inclusivo memoria del proceso contra el racismo y la discriminación: Enlace Continental de Mujeres Indígenas, Región Sudamérica. Chirapaq, Centro de Culturas Indígenas del Perú, Lima. ISBN 9789972679186, 9972679187

## Anerkennungen
- Orden al Mérito de la Mujer, 2010 (für den Einsatz für die Rechte der indigenen Völker Perus)[7]
- Premio Visionario / Visionary Award der Ford-Stiftung (Ford Foundation), 2011 (für die Arbeit mit Chirapaq für die Rechte der indigenen Völker und der indigenen Frauen)[8][9][10]